# 地藏寺满族乡
地藏寺满族乡是中华人民共和国辽宁省锦州市义县下辖的一个民族乡。

## 行政区划
地藏寺满族乡下辖以下村级行政区划单位：
保安寺村、杨树沟村、靰鞡草沟村、地藏寺村和烧锅村。